# Palaeoctopodidae
Famille
Les Palaeoctopodidae forment une famille éteinte de poulpes (Octopoda) primitifs ayant vécu au Crétacé supérieur.
Malgré leur grand âge, les plus vieux (Palaeoctopus et Styletoctopus),  qui datent du Cénomanien supérieur, il y a environ 95 Ma (millions d'années), ne montrent que peu de différences avec les poulpes actuels, .

## Liste desgenres
- Ordre Octopoda
  - Famille † Palaeoctopodidae
    - Genre † Keuppia (incertae sedis)
    - Genre † Palaeoctopus (incertae sedis)
    - Genre † Pohlsepia (incertae sedis)
    - Genre † Proteroctopus (incertae sedis)
    - Genre † Styletoctopus (incertae sedis)

L'attribution de ces genres à la famille des Palaeoctopodidae ne fait pas consensus parmi les spécialistes, en particulier pour les trois derniers de la liste.